# ドイツ文学
ドイツ文学（ドイツぶんがく、ドイツ語:Deutsche Literatur）は、ドイツ語による文学のこと。またその作品や作家を対象とする学問領域も指す。ドイツ国内で書かれた文学のみではなく、オーストリア文学やスイス文学などドイツ以外のドイツ語圏の文学も含む。広義の文学には言語芸術以外の、文筆家としての創作行為も含まれる。すなわち歴史的記述、文学史、社会学・哲学的著作、もしくは日記や往復書簡などである。
時代区分の開始年・終了年を設定するのには常に困難が伴う。ここでの時代区分はできる限り早い時期から始まるよう定義されている。そのため、時代区分の相互の重なりについてよく確認することが望ましい。

## 中世（750年頃 - 1500年頃）

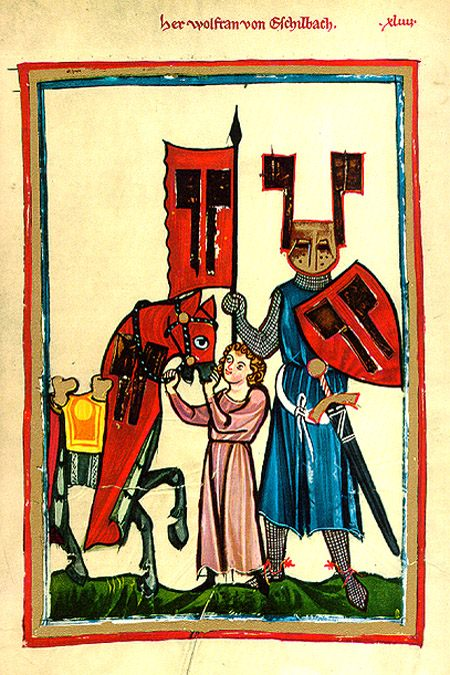
ヴォルフラム・フォン・エッシェンバッハ（大ハイデルベルク歌謡写本より）

最も古い古高ドイツ語（Althochdeutsch）は、8世紀の『メルゼブルクの呪文』に見ることができる。このゲルマン的なまじないの書は、ドイツ語圏で唯一残された、キリスト教化以前という意味で異教時代の文献でもある。他にこの時代の文献としては『ヒルデブラントの歌』が残されている。羊皮紙が高価だったこともあって、読み書きは主に修道院で教えられており、これら古高ドイツ語文学にはキリスト教の影響が大きい。このような例として、ヴァイセンブルクのオトフリートによる聖福音集や、1000年ころのザンクト・ガレンの修道士ノートカーによる古典の翻訳などを挙げることができる。
これら宗教文学に続いて世俗文学も徐々に成長を見せた。最初の宮廷叙事詩として『アレクサンダーの歌』と『ローラントの歌』（『ローランの歌』の翻訳）がある。抒情詩ではミンネザングと呼ばれる恋愛詩が発展し、ハインリヒ・フォン・モールンゲン、ハルトマン・フォン・アウエ、ラインマル・フォン・ハーゲナウ、ヴァルター・フォン・デア・フォーゲルヴァイデ、ナイトハルト・フォン・ロイエンタールなどが活躍した。中世盛期の12、13世紀にはクレチアン・ド・トロワなどによるフランス文学を範として中高ドイツ語（Mittelhochdeutsch）による宮廷文学が隆盛を迎えた。宮廷文学として最も有名なものに、ハルトマンによる『エーレク』と『イーヴェイン』、ゴットフリート・フォン・シュトラースブルク『トリスタンとイゾルデ』、ヴォルフラム・フォン・エッシェンバッハ『パルチヴァール』(de:Parzival)、作者不明の『ニーベルンゲンの歌』などがある。
中世末期に起こった革命的な出来事として、組み替え可能な活字による印刷が発明されたことが挙げられる。またこのころ羊皮紙は、安価な紙にとって代わられるようになった。初期近代への移行期の作品にはヨハネス・フォン・テープルによる『ボヘミアの農夫』がある。

## 初期近代（人文主義と宗教改革　1450年頃 - 1600年頃）
ルネサンス的精神である人文主義は、イタリアからドイツに伝えられた。時代の思潮は古代に向かったが、その代表者としてロッテルダムのエラスムスとロイヒリンがいる。かれらは主にラテン語で著作を著したため、知識階級以外への影響はあまり大きくなかった。一方、反権力的な詩を作ったウルリヒ・フォン・フッテンや、大きな成功を収めた『阿呆船』の作者ゼバスティアン・ブラントらは、ドイツ語で作品を制作した。
それに続いてマルティン・ルターによる宗教改革運動が始まった。ルターは、自分の思想を広めるには民衆に分かりやすいドイツ語で書くべきであることを理解していた。ルターによって1522年から1534年にかけて聖書がドイツ語に翻訳され、新高ドイツ語の発展に大きく寄与した。ドイツ出版界における16世紀最大の事件である。
人文主義や宗教改革と並んで挙げるべきは、職匠歌、謝肉祭劇や滑稽譚などである。少なくともニュルンベルクのハンス・ザックスとイェルク・ヴィクラム（Jörg Wickram； 1505年頃-1562年頃）には言及すべきだろう。ヴィクラムは 111 篇の滑稽話を集めた『道中よもやま話』（Rollwagenbüchlin； 1555年）を著わした。この作品の「本質的な特徴のひとつは、作者が登場人物を善人、悪人に二分化せず、それぞれ長所、短所をあわせもつ人間であり、短所を嘲笑せず、短所は改善可能なものとして、すなわち登場人物を自分と同じレベルにある人間として描いていることである」。さらに挙げるべき価値のある作家として、ラブレーの『ガルガンチュワ物語』を翻案してGeschichtklitterung を著した、ストラスブール出身のヨーハン・フィッシャルト（Johann Fischart; 1546/47-1590/91）がいる。この作品は『冒険的で気まぐれで胡散臭い似非物語』または『奇想天外な物語』などと邦題名を与えられているが、フィッシャルトは舞台をドイツに移し、「多くの挿話や引用で拡大し、（ラブレー作品とは）まったく別の作品に仕上げている」。彼は「斬新な言葉と独特な文体で潤色に成功している」。

この時代に人気のあったジャンルとして民衆本がある。その題材は一般に流布していたもので、作者不明なのが普通である。『ヨーハン・ファウスト博士の物語』や『ティル・オイレンシュピーゲル』などが有名である。

## バロック（1600年 - 1720年頃）

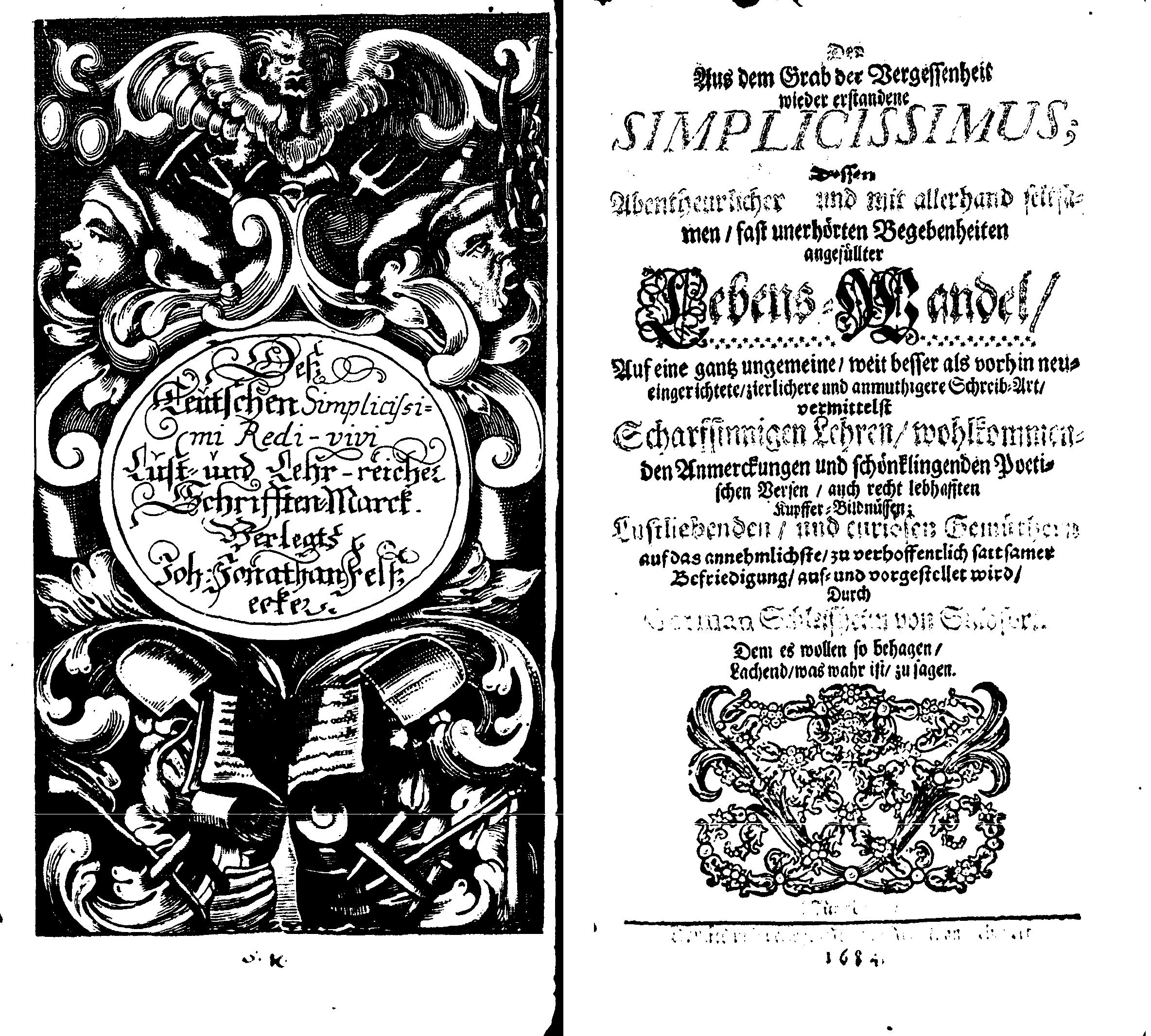
『阿呆物語』見返し（1684年フェルスエッカー版）

バロック期になるとドイツ語によって文学作品を制作する傾向が強まってくる。この時代は、政治的には三十年戦争と宗教対立で特徴づけられている。バロック文学のジャンルは多様で、宮廷文学から大衆小説まで、古典を範とした擬古典的文学から個人的な体験文学まで、生の肯定から厭世的なヴァニタスのモチーフまでさまざまである。
バロック時代には、文学の促進とドイツ語の統一を目的として多くの詩人協会・国語協会が設立されたが、最も有名なのは結実結社である。マルティン・オーピツは、『ドイツ詩学の書』を著し、ギリシア語詩に由来するアレクサンドラン詩形をドイツ語の詩に当てはめたが、この詩形は長い期間にわたってドイツ詩の最も重要な詩形となった。少し遅れてペトラルカ的恋愛詩や牧歌などもドイツ文学に導入された。このオーピツ門下で有名なのはパウル・フレーミングとジーモン・ダッハである。
その他に、この時代の抒情詩の形式として重要なのはソネット・頌歌・エピグラムなどがある。これら抒情詩は主にプロテスタント的な宗教詩と世俗的な詩とに大別できる。宗教的な抒情詩作者として重要なのは、フリードリヒ・シュペー・フォン・ランゲンフェルトと、神秘主義者ヤーコプ・ベーメである。主に世俗的な詩を制作した詩人、特にソネットの形式で制作した詩人に、アンドレアス・グリューフィウスがおり、またクリスティアン・ホフマン・フォン・ホフマンスヴァルダウも挙げることができる。
バロック期の演劇もまた多岐にわたる。イエズス会劇は南部のカトリックが盛んな地域で主に上演されたが、これはラテン語で演じられたため大衆にはセリフの意味は分からなかった。しかしその分視覚的な面には注意が集中された。これは外国人、主にイギリス人による放浪劇団についても同じことが言えるだろう。この他にバロックオペラや宮廷演劇などがあり、総合芸術として珍重された。宮廷演劇には古代ギリシア演劇に定められているように、悲劇の主人公は貴族、喜劇の主人公は平民、というような身分規則があった。この分野の作者としては、ダニエル・カスパー・フォン・ローエンシュタインがいる。グリューフィウスもまた喜劇や悲劇を制作している。
バロック小説には牧人小説・国家小説・宮廷恋愛小説などのジャンルがあった。またスペインに由来する悪漢小説ではハンス・ヤーコプ・クリストッフェル・フォン・グリンメルスハウゼンによる『阿呆物語』（『ジンプリツィシムス』）が非常に有名である。三十年戦争の時代をめぐるこのジンプリツィシムスの冒険物語はスペイン以外で最も重要な悪漢小説であり、多くの模倣作が追随した。

## 啓蒙主義（1720年 - 1785年頃）
1687年には既に「ドイツ啓蒙主義の父」と呼ばれるクリスティアン・トマジウスがラテン語ではなくドイツ語で講義をおこなっていた。初期啓蒙主義の時代の有名な哲学者として、クリスティアン・ヴォルフとゴットフリート・ライプニッツがいる。初期啓蒙主義の重要な文学者としては、寓話を著したクリスティアン・フュルヒテゴット・ゲラートがいる。だが最も重要な文学者は、ヨーハン・クリストフ・ゴットシェートであることは確かである。ゴットシェートの文学理論書『批判的詩学の試み』（1730年）は、その後の文学に道を示したが、その一方でかれの実作した文学の方は二流のものにとどまっている。『批判的詩学の試み』は、ラシーヌなどのフランス古典演劇に範をとって詩学の規範を定めており、身分規則や三一致の法則などを固持していた。この規範性に対しては、スイスのヨハン・ヤーコプ・ボードマーやヨーハン・ヤーコプ・ブライティンガーらが異を唱えて論争を展開した。
時代区分はあいまいなもので、初期啓蒙主義の文学者たちは同時に後期バロックにも分類されるが、詩人ヨーハン・クリスティアン・ギュンターやバルトルト・ハインリヒ・ブロッケスなどは、その例といえる。理性を重んずる啓蒙とならんで、感情を前面に押し出す文学的思潮も同時にあり、これらはフリードリヒ・ハーゲドルン、エーヴァルト・クリスティアン・フォン・クライスト、ザロモン・ゲスナーなどのロココ詩人たちによって代表されている。感傷主義に分類されるフリードリヒ・ゴットリープ・クロップシュトックの『救世主』はこの時代を代表する作品であり、その燃えるような感性と精神的態度によって一つの世代全体を代表している。また散文ではクリストフ・マルティン・ヴィーラントがロココ的要素と啓蒙主義の混ざった教養小説の元祖『アーガトン物語』を著した。
ゴットホルト・エフライム・レッシングなしでは後期啓蒙主義を語ることはできない。かれは、理論的な面では古代ギリシアの「高貴な簡潔さと静かな偉大さ」を称揚したヴィンケルマンから影響を受け、美学論文『ラオコーン』において文学の特質を造形芸術との対比を通じて明らかにした。またフリードリヒ・ニコライやモーゼス・メンデルスゾーンらと共に文学批評家として活動したり、一連の重要な戯曲を制作したりした。戯曲『賢者ナータン』は、人間の価値が民族や宗教など環境から偶然に与えられたものによって変わるものではないという啓蒙的な信条を端的に示している。

## シュトゥルム・ウント・ドランク（1765年 - 1785年）
啓蒙主義のことを狭苦しくて感覚的に冷めていると感じた若者たちの反応は、短い「シュトゥルム・ウント・ドランク」（Sturm und Drang、疾風怒涛、「嵐と衝動」）の時代を作り出した。この運動のほとんどは、いかなる形の専制にも抵抗するという信念をもった若者たちによって構成されており、かれらは芸術の領域においても他からの干渉を許すべきでないと考えていた。この時代の特徴として、規範にしばられない「天才」という観念が流行し、古典よりも自分たちをとりまく「今、ここで」起こっている問題に重きを置いていたという点がある。
ヨーハン・ヴォルフガング・フォン・ゲーテは、書簡体小説『若きウェルテルの悩み』で、実る見込みのない恋の絶望のうちに自殺する感情豊かな若者を描いた。フリードリヒ・フォン・シラーは、戯曲『群盗』において自由を重んじ父と秩序に反抗する若者を描き、その作品が舞台に上るや一大センセーションを起こした。ヤーコプ・ミヒャエル・ラインホルト・レンツは、『家庭教師』のなかで知識階級の若者が抑圧された状況を表現した。これと並んで、感情と情念を主題とした抒情詩も重要である。
「シュトゥルム・ウント・ドランク」の時代は長くは続かなかった。この運動の主役を担った若者たちは成長して別の精神的傾向に傾き、あるいは情熱のおもむく果てに若くして命を失ったのである。ゲーテとシラーは古典に回帰して次の時代を開き、レンツはかれを取り巻く環境に適応することを潔しとせずに孤独のうちに死を迎えた。

## ヴァイマール古典主義（1786年 - 1805年）

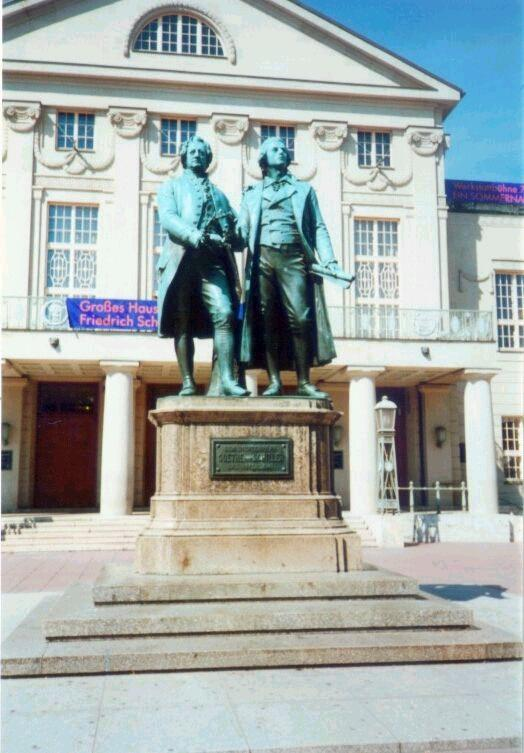
ヴァイマルのシラーとゲーテの像

ヴァイマール古典主義の時代は、ゲーテのイタリア紀行をもって初めとする。際立った成果としてゲーテとフリードリヒ・フォン・シラーとの実り多い合作がある。この二人の主役はシュトルム・ウント・ドラングの段階を脱して、人文主義的な理念に向かったのである。古典に題材をとった作品が「擬古的」と言われることがあるが、この時代の「古典的」という表現は普通ポジティヴな意味で使用される。古典主義の時代区分としては、シラーの没した1805年が終わりとされる。
ゲーテは、戯曲『タウリスのイフィゲーニエ』で偏見の克服を描き、古典の人文主義的理想の例を示した。かれの最大の作品、悲劇『ファウスト』の第二部が完成したのはゲーテ最晩年の1832年だったが、この作品の内容は非常に幅広く、後半部分はもはや古典主義すら脱している晩年の境地が窺える。フリードリヒ・フォン・シラーは、その理論的著作『素朴文学と情感文学』においてギリシア的古典を称揚しつつ、近代に生きる人間のあるべき姿を示した。また『散策』のような抒情詩においても哲学的問題をテーマにした。またシラーは『人質』など多くのバラードとともに『ドン・カルロス』、『ジェノバのフィエスコの叛乱』、『メアリ・スチュアート』、『オルレアンの乙女』、『ヴァレンシュタイン三部作』のような一連の史劇も制作している。
その他重要な作者として、古典主義の先駆者カール・フィリップ・モーリッツ、シラーの美学的著作に感銘を受けロマン主義への道を示したフリードリヒ・ヘルダーリンがいる。モーリッツの自伝的小説『アントン・ライザー』は、ドイツ語文学最初の心理小説とも言われており、またヘルダーリンの叙情的賛歌は、この分野の到達点と賞賛されている。
広い意味では、主として風刺的な小説を書いたジャン・パウルや『ミヒャエル・コールハース』などで社会的桎梏と葛藤しそれを打破する個人の意識を描いたハインリヒ・フォン・クライストなども、古典主義に含めることができる。

## ロマン主義（1796年 - 1835年頃）

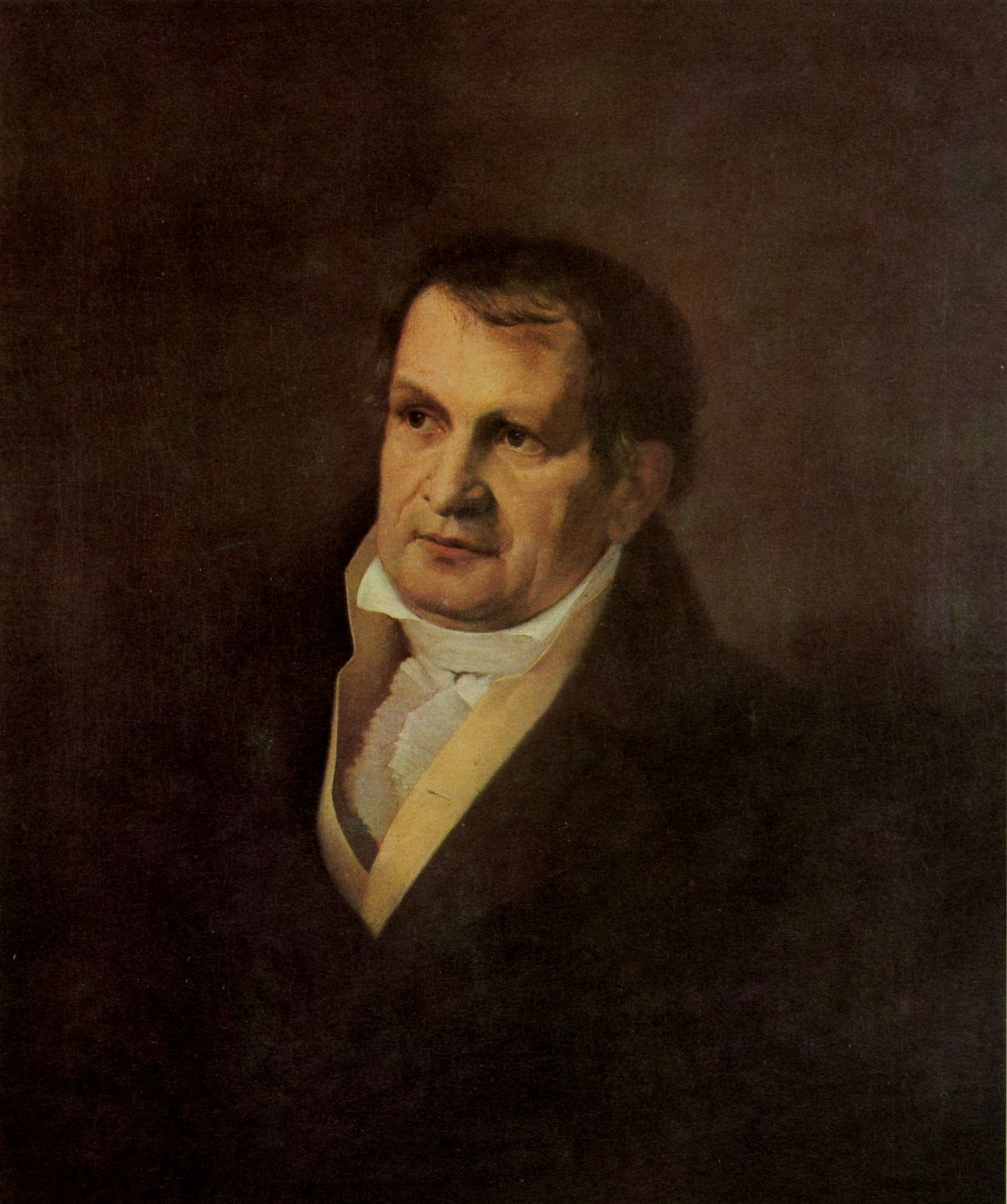
ルートヴィヒ・ティーク（1773-1853）

ロマン主義の時代は、初期、盛期、後期、晩期の四つに一応分類できるが、時代区分も作家がどの時期に属するかもはっきりと分類するのは難しい。
初期ロマン主義は、文学的展望が最も興味深いものになった時代だといえる。交友のあった作家たち、アウグスト・ヴィルヘルム・シュレーゲルとフリードリヒ・シュレーゲル兄弟やヴィルヘルム・ハインリヒ・ヴァッケンローダーとルートヴィヒ・ティーク、ノヴァーリスの筆名で創作活動を行ったフリードリヒ・フォン・ハルデンベルクなどの作家たちは、いくつもの共通傾向を示した。たとえば小説や詩、バラード、短い物語などを混在させるなどである。これには先行する『若きウェルテルの悩み』や『ヴィルヘルム・マイスターの修業時代』のような大作からも影響を受けている。
フリードリヒ・シュレーゲルは、これを「発展的普遍文学」と呼んで、文学における多様なジャンルや学問分野を互いに結びつけ、自身の批評活動をもこれに含めた。このような文学状況において「イロニー」の表現は、古典主義の理論に基づく理想像が人間らしさと解離していること、そしてそのような理想像によって表現される作品はもはや信用がならないということを表明する手段として現れた。
盛期ロマン主義の代表者としてアヒム・フォン・アルニムとクレメンス・ブレンターノが挙げられる。かれらは、『少年の魔法の角笛』というタイトルでドイツの民謡集を発表した。アルニム夫人でありブレンターノの妹であるベッティーナ・フォン・アルニムは『ゲーテとある子供との往復書簡』を編集し1835年に発表した。この作品でベッティーナは、ゲーテの人気を伝えるばかりでなくドイツの社会的政治的欠陥を幾度も指摘して話題にしている。（『貧民の書』、『この本は王に帰属する』の特に最初の部分、および『ポーランドパンフレット』）
ヤーコプ・グリムとヴィルヘルム・グリムのグリム兄弟が『民話集』を収集したのもこのころであり、ティークもこの時期に分類できる。
後期ロマン主義者で最も有名なのはE.T.A.ホフマンである。『牡猫ムルの人生観』と『砂男』においてロマン的イロニーは現代のように心理的側面に向かい、観念的詩学の兆しはもはや見られない。後期ロマン主義の詩人にはヨーゼフ・フォン・アイヒェンドルフがいる。
ハインリヒ・ハイネはロマン主義とそのモチーフにしばしば皮肉な態度を取ったが、これによりハイネは、初期リアリズムに分類されるのが一番ふさわしいだろう。

## ビーダーマイヤー（1815年 - 1848年頃）と三月前期（1830年 - 1850年頃）
古典主義およびロマン主義と、後述する市民的・詩的リアリズムに挟まれるこの時期の文芸思潮は、単一の概念によって分類することが出来ないため、歴史的概念を流用してビーダーマイヤーと三月前期という語が用いられている。
三月前期に分類される作家は、熱心に政治に参加し、政治的文学を隆盛させた。かれらの多くは、『若きドイツ』などのグループでゆるい連帯を持っていた。ゲオルク・ヘルヴェーク、ハインリヒ・ラーベ、カール・グッコウ、フェルディナント・フライリヒラートなどである。類似の傾向が見られるのは、『ハルツ紀行』『ドイツ冬物語』を著したハインリヒ・ハイネ、ルートヴィヒ・ベルネ、そして戯曲『ヴォイツェク』の作者で夭折したゲオルク・ビュヒナーなどである。
その他で、リアリズムに分類されない作家はビーダーマイヤーに属する。なによりも抒情詩人として有名なのがニコラウス・レーナウ、エードゥアルト・メーリケ、フリードリヒ・リュッケルト、アウグスト・フォン・プラーテンである。アーダルベルト・シュティフター、イェレミアス・ゴットヘルフ、メルヒェン詩人のヴィルヘルム・ハウフらにも触れる必要がある。
劇作家で多少なりともビーダーマイヤーに属しているのは、オーストリアのフランツ・グリルパルツァー、ヨーハン・ネポームク・ネストロイ（Johann Nepomuk Nestroy ; 1801-1862）、フェルディナント・ライムントである。グリルパルツァーはヴァイマール古典主義精神の悲劇を描き、ネストロイとライムントはウィーンで民衆演劇を製作した。

## 詩的リアリズム（1848年 - 1890年）
詩的・市民的リアリズムにおいて作家は、大きな社会・政治問題を避け、狭く地域的な郷土の風景と人びとに興味を向けた。全ての小説・戯曲・詩の中心は、一人一人の人間、個人である。詩的リアリズム作品の多くに見られる様式的特長は、耐え難く腹立たしい現実から距離を置くユーモアである。このユーモアによってリアリズム文学は、社会構造の個々の欠陥や弱点を告発するのだが、それが社会構造全般に対して向けられることはない。
初めのうち好まれたジャンルはノヴェレ（短・中編小説）であり、例としてスイスのコンラート・フェルディナント・マイヤーによる『首飾り』、テオドール・シュトルムの『白馬の騎士』などがある。戯曲では『マリア・マグダレーナ』などを書いたフリードリヒ・ヘッベルのみが記憶されている。のちには長編小説（ロマーン）がノヴェレよりも好まれるようになる。長編の作者としては、グスタフ・フライタークやヴィルヘルム・ラーベなどが挙げられる。
リアリズムの二巨頭は、テオドール・フォンターネと、スイスのゴットフリート・ケラーである。ケラーは、『村のロメオとユーリア』のような物語のほか、教養小説『緑のハインリヒ』などを著した。フォンターネは、ジャーナリストとして出発したが、『イェニー・トライベル夫人』や『エフィ・ブリースト』などの小説を書いている。フォンターネはその視野を主人公から広げ、社会小説の域にまで発展させた。
オーストリアでは、マリー・フォン・エプナー＝エッシェンバッハやルートヴィヒ・アンツェングルーバーらの牧歌的モチーフや、時代区分の後方にはみ出しているがペーター・ロゼガーらが見られる。

## 自然主義（1880年 - 1900年）
自然主義は、社会の全ての領域における諸関係を容赦なくに明らかにしようとする新たな美術・文学の潮流であった。19世紀中期のリアリズム文学者たちがいまだテーマとして避けていたものが、この時期の文学における主要な対象となった。いわゆる良い趣味というものが設ける限界にも、市民的な芸術理解にもなんら顧慮することなく、現実世界の描写においてはできる限り現実とその似姿の間の差異をゼロに近づけなければならないと考えられた。様式上本質的に新しいのは、このような観点からの俗語・隠語・方言などの導入であった。自分自身の考えに従って自由に行動する主人公はもはや描かれなくなり、代わりに集団や出自、家庭環境や時代思潮に縛られた人々が物語の中心に据えられた。
ロシア文学やフランス文学とは異なり、ドイツ語圏においては重要な自然主義的長編小説が登場しなかった。アルノー・ホルツはヨハネス・シュラーフとともに抒情詩や『パパ・ハムレット』などの短い散文を制作した。ホルツの方程式『芸術＝自然－Ｘ』はよく知られており、この等式においてXは限りなく０に近づいていかなければならず、したがって芸術とは現実の写し絵以上のものではないと考えられた。さらに重要なのはゲアハルト・ハウプトマンの貢献で、戯曲『織工』は国際的な賞賛を受けた。自然主義の周縁にはフランク・ヴェーデキントがおり、『春の目覚め』は思春期の性をテーマとして示し、すでに世紀末に位置している。

## 古典的近代（1890年頃 - 1933年ー
自然主義と象徴主義の登場をもって古典的近代と言われる時代が始まる。この時代は様々な潮流の並存と様式の混合によって特徴づけられている。「ベルリーナー・モデルネ」「ヴィーナー・モデルネ」とも呼ばれるように、この時代の中心はベルリンとウィーンであったが、これらの中心地は第一次世界大戦の勃発によって突然の解体を迎えることになる。

### 象徴主義と印象主義
古典的近代には「前衛」という概念が特に重要なものになった。この時代の始まりは、19世紀終わりの、ステファヌ・マラルメやシャルル・ボードレール、アルチュール・ランボーなどの詩人が代表するフランス象徴主義に由来している。ドイツ語圏で最も重要な象徴主義の代表者としては、シュテファン・ゲオルゲ、フーゴ・フォン・ホーフマンスタール、およびライナー・マリーア・リルケなどがいる。象徴主義は、およそ時を同じくする自然主義とは全く違った綱領に従っている。象徴主義的抒情詩はエリート的で、美と様式に最高の価値を置いていたのである。世紀末として示される時代、ユーゲント・シュティールはこのような傾向を示した芸術である。
同時に、この時代（1890年から1910年頃）は印象主義の時代にも当たる。印象主義は象徴主義よりもエリート的ではないが、ホーフマンスタールとリルケは同時にこちらにも属していた。それに加えて散文作品はないがリヒャルト・デーメルや、劇作家アルトゥル・シュニッツラー、ペーター・アルテンベルク、およびデトレフ・フォン・リーリエンクローンなどがいる。象徴主義と印象主義は、ともに自然主義に対抗しているという観点から合わせて新ロマン主義と呼ばれることもあり、世紀末ウィーンがこれらの文学の中心地となった。

### 近代的な叙事文学
これらの伝統に対抗する党派的な潮流と平行して、古い形式を取り上げさらに発展させた長編小説が多数現れた。時代批判的な作品を書いたハインリヒ・マン、市民的教養と芸術家との相克を描いたトーマス・マン、市民社会における人間性をテーマとしたヘルマン・ヘッセ、歴史小説で活躍したアルノルト・ツヴァイク、都市をテーマにしたアルフレート・デーブリーンなどであり、またヘルマン・ブロッホ、ロベルト・ムージル、エルンスト・ユンガー、フランツ・カフカらは、現実社会への深い懐疑に基づきさらに現代的な長編小説を残した。

### 表現主義とアヴァンギャルド
表現主義はドイツにおける最後の大きな文学的潮流だと見なされており、すでに述べた象徴主義と同じく、表現主義もまたアヴァンギャルド文学に属する。アヴァンギャルドは新式の、理論先導的な文学であり、市民文学への対抗の身振りをもって出現した。アヴァンギャルドの潮流はシュールレアリスムと未来派から影響を受けたダダイスムの出現を持って頂点を迎えるが、市民社会の教養をナンセンスな表現を用いて突き放したこれらの文学は、ナチズムの台頭した第二次大戦期には取り締まりの対象となった。
表現主義的な詩の嚆矢はヤコブ・ヴァン・ホディス作の『世の終わり』である。また薬学士としての教育を終えたばかりのゴットフリート・ベンは散文詩『モルグ』において、死体置き場や子供の出産、あるいは売春といったそれまでの文学ではほとんど見られなかった題材を取り扱いセンセーションを起こした。表現主義の作家・詩人としては他にゲオルク・トラークル、ゲオルク・ハイム、エルゼ・ラスカー＝シューラーなどが挙げられる。

### 新即物主義
表現主義の後には、客観的・現実主義的な姿勢で新即物主義（ノイエ・ザッハリッヒカイト）と呼ばれる流れが起こった。劇作の分野ではベルトルト・ブレヒトが突出しており、散文作品ではエーリッヒ・ケストナー、アルノルト・ツヴァイク、アンナ・ゼーガース、エーリヒ・マリア・レマルクなどが挙げられ、彼らは戦中、戦後を通じて作品を残している。

## ナチスの台頭と亡命文学（1933年 - 1945年）
1933年1月30日にナチスがドイツの政権を握ると、同年中から焚書が行なわれ、国家から独立して文学活動を行なうことは不可能になった。1938年の終わりにはオーストリアでも同様の事態が起こった。政府からは郷土愛と民族主義を重んじる文学が推奨され、その他にはいくらかの娯楽文学が許されただけであった。体制への著名な反対者は亡命し、さもなければヤコブ・ヴァン・ホディスやカール・フォン・オシーツキィのように死がもたらされた。ナチズムに反対しながらも国内に残ったいくらかの作家は作品の発表を諦めるか、もっぱら非政治的なテーマで書くことを強いられた。彼らは国内亡命者とも呼ばれるが、もともと非政治的な作家であったものと彼らとを見分けるのはしばしば困難である。当時国内に残っていた作家はゴットフリート・ベン、エルンスト・ユンガー、エーリッヒ・ケストナー、ゲアハルト・ハウプトマン、オトフリート・プロイスラー、ウォルフガング・ケッペンなどである。
およそ1500人もの作家が、多くの場合入り組んだ過程を経て亡命し、シュテファン・ツヴァイクなど多数の作家が亡命先で命を落とした。ドイツの亡命文学の拠点は世界各地に散らばっており、なかでもスイスは特に劇作家にとって重要な国であった。亡命した作家は多数に及ぶため、亡命文学について統一的なテーマや共通するスタイルを見出すことは困難である。亡命後も多産であり続けた作家はハインリヒ・マンとトーマス・マン、ヘルマン・ヘッセ、ベルトルト・ブレヒト、アンナ・ゼーガース、フランツ・ヴェルフェル、ヘルマン・ブロッホなどであり、一方アルフレート・デーブリーンやハインリヒ・エドゥアルト・ヤーコブ、ヨーゼフ・ロートらは執筆の継続が困難になった。終戦後は彼らの一部は亡命先に留まり、一部は祖国に戻った。エリアス・カネッティはナチスによるオーストリア併合の際にロンドンに亡命したため、ノーベル文学賞をイギリス市民として受賞している。総じて戦間期には亡命者も含め多数の作家が作品制作の断念を余儀なくされた。

## 1945年以降の文学
二つの大戦以降は文学の「零地点」ということが話題となった。世界では「瓦礫文学」が書かれたが、すぐに戦争によって失われた文学の発展を取り戻さなくてはならないと考えられるようになった。まずその死から20年の時を経てフランツ・カフカが再発見された。ウィーン・グループは革新的な形式の詩を実践し、西ドイツに起こった47年グループのメンバーたちが戦後の文学を主導した。
国ごとにそれぞれ条件がことなるため、以下では各国の文学を分けて解説するが、しかし国ごとの違いを過大評価するべきではない。いずれにしても言語は同じであり、東ドイツを除けば経済的基盤も共通している。

### 西ドイツ
1945年以降すぐに戦争の脅威と故郷への帰還を題材にした作品が書かれ、この題材に適した形式はハインリヒ・ベルが用いたように短編小説であった。1950年代に経済復興が起こると、作品の舞台は現代に集中するようになり、ジークフリート・レンツ、マルティン・ヴァルザー、ウォルフガング・ケッペンらがこのような長編小説を手がけた。ギュンター・グラスは『ブリキの太鼓』で国際的名声を得、1999年にノーベル文学賞を受賞している。
重要な詩人はギュンター・アイヒであり、彼は当時ポピュラーなジャンルであった放送劇でも活躍した。「具体詩」はヘルムート・ハイセンビュッテが開始した。またグラス、レンツ、アイヒらと同じく47年グループのメンバーであり、ユダヤ人の立場から詩を書いたパウル・ツェランが注目されたが、彼の生活の拠点はパリにあった。
一定の困難な方向へ自分の文学を進めていった作家として、ヌーヴォー・ロマンから影響を受けたロール・ウルフ、実験的な手法を好んだアルノー・シュミットなどもいる。またウォルフガング・ヒルデスハイマーは、ブレヒトの影響がいまだに根強かった演劇界にあって不条理劇を物した。
ベトナム戦争、および1968年の学生運動の起こりから、文学者にも政治性が強く求められ、詩の分野ではハンス・マグヌス・エンツェンスベルガー、政治劇ではペーター・ヴァイス、ロルフ・ホーホーフトなどが応じた。それに対して新主観主義と呼ばれるような、個人的な生活をテーマにしたユルゲン・テオバルディのような作家も現れた。また70年代には、ポップカルチャーから影響を受けた詩人ロルフ・ディーター・ブリンクマンが突出した活躍を見せた。ファンタジー文学の世界では、ミヒャエル・エンデが『モモ』『はてしない物語』などで国際的名声を得た。
80年代に入るとボート・シュトラウス、ウラ・ハーン、ドゥルス・グリューンバインなどの新しい作家が登場した。

### 東ドイツ
東ドイツ国家は自らを「文学共同体」と名づけ、西側諸国の文学を敵視した。民主化は国家の主導のもと生産や頒布、受容すべての場に行き渡るべきだと考えられた。社会主義思想を馬鹿げたものだとするような思想は検閲によってとり締められ、社会主義リアリズムが国の目的に沿うものとして称揚された。この時期社会的リアリズムの作品を書いた作家にヘルマン・カントなどがおり、ヨハネス・ボブロウスキが散文において重要な活動を行なった。1970年代には西ドイツと同じく新主観主義と呼ばれるような作家も登場した。一方で反体制的と見なされたウーヴェ・ヨーンゾン、ヴォルフ・ビーアマン、ザラ・キルシュなどが東ドイツを後にした。
他の重要な作家はクリスタ・ヴォルフ、ハイナー・ミュラーなどであり、彼らの作品は西ドイツでも高い評価を受けた。

### オーストリア
戦後のオーストリアではゲルハルト・リュームとH・C・アルトマンを中心としたウィーン・グループ、ならびにアルベルト・パリス・ギュータースローやハイミート・フォン・ドーデラーなどの作家が、ナチズムとオーストリア国内のファシズムによって損なわれた近代的な伝統を取り戻そうと腐心した。詩の分野においては「具体詩」と言われる視覚的な表現を追究したエルンスト・ヤンドルの他、フランツォーベル、フリードリヒ・マイレッカーなどが挙げられる。
1960年代から70年代にかけてオーストリア文学は、ペーター・ハントケ、インゲボルク・バッハマン、トーマス・ベルンハルトの登場で躍進し、ドイツ語圏の文学全体に大きな影響を及ぼした。エルフリーデ・イェリネクも彼らの影響の下に登場し、2004年にノーベル文学賞を受け取っている。

### スイス
ドイツやオーストリアと違い、スイスにおけるドイツ語文学には1945年を根本的な区切りとする必然性はない。戦後スイスにおけるもっとも重要な作家はマックス・フリッシュとフリードリヒ・デュレンマットであり、どちらも小説と戯曲を執筆し、フリッシュはどちらかといえば知的に、デュレンマットはグロテスクさを強調することによって戦後の市民社会を批判的に扱った。この二人の影に隠れがちであるが、他の作家にはアドルフ・ムシュク、ペーター・ビクセル、ウルス・ヴィドメルなどがいる。最も重要な文学の集会は2002年まで存在したオルテン・グループである。

## ドイツ文学のノーベル文学賞受賞者

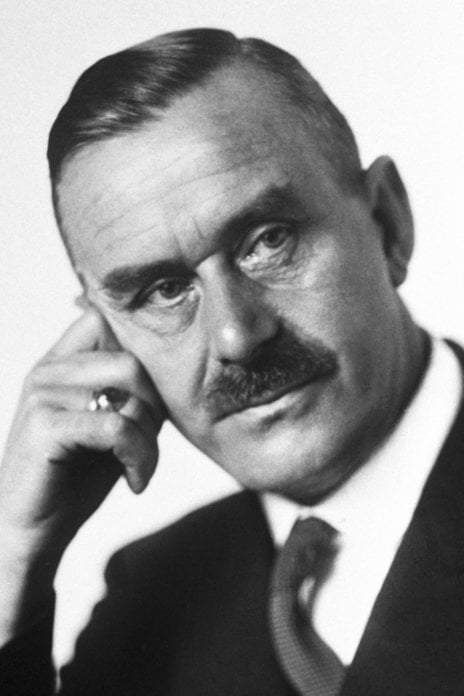
トーマス・マン

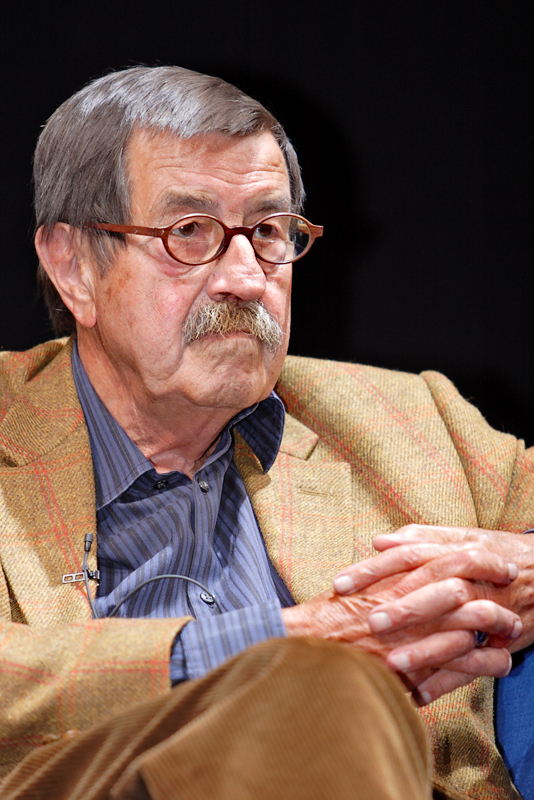
ギュンター・グラス

2011年現在、ドイツ語で執筆したノーベル文学賞受賞者は、英語・フランス語で執筆した受賞者についで３番目に多い。ドイツ語で執筆した受賞者は以下の通り。
- 1902年 - テオドール・モムゼン （歴史家）
- 1908年 - ルドルフ・クリストフ・オイケン （哲学者）
- 1910年 - パウル・フォン・ハイゼ
- 1912年 - ゲアハルト・ハウプトマン
- 1919年 - カール・シュピッテラー （スイス人）
- 1929年 - トーマス・マン
- 1946年 - ヘルマン・ヘッセ （受賞時スイス国籍）
- 1966年 - ネリー・ザックス （受賞時スウェーデン国籍）
- 1972年 - ハインリヒ・ベル
- 1981年 - エリアス・カネッティ （受賞時イギリス国籍）
- 1999年 - ギュンター・グラス
- 2004年 - エルフリーデ・イェリネク （オーストリア人）
- 2009年 - ヘルタ・ミュラー（ルーマニア出身）
- 2019年 - ペーター・ハントケ （オーストリア人）